# 19454 Henrymarr
19454 Henrymarr este un asteroid din centura principală de asteroizi.

## Descriere
19454 Henrymarr este un asteroid din centura principală de asteroizi. A fost descoperit pe 25 martie 1998 la Socorro, New Mexico, în cadrul proiectului LINEAR. Asteroidul prezintă o orbită caracterizată de o semiaxă mare de 2,35 ua, o excentricitate de 0,13 și o înclinație de 7,1° în raport cu ecliptica.